# Mathys Bank
Mathys Bank är en kulle i Antarktis. Den ligger i Östantarktis. Argentina och Storbritannien gör anspråk på området. Toppen på Mathys Bank är 750 meter över havet.
Terrängen runt Mathys Bank är kuperad söderut, men norrut är den platt. Trakten är obefolkad. Det finns inga samhällen i närheten.